# Maison de la Direction
Maison de la Direction (persan : بیت رهبری, Beit-e Rahbari), de son nom officiel : Bureau du Guide suprême (persan : دفتر مقام معظم رهبری, Daftar-e Magham-e Moazzam-e Rahbari) est la résidence officielle et le principal lieu de travail du Guide de la Révolution depuis 1989.
Son organisation est un mélange de Beit traditionnelle (office religieux du marja-e taqlid) et de bureaucratie au sens contemporain.
L'institution se trouve au centre de Téhéran et est tenue par Mohammed Mohammedi Golpayegani.